# Standard Oil Company
Standard Oil Company foi uma empresa de petróleo e gás dos Estados Unidos fundada em 1870 em Cleveland, Ohio. A empresa, no seu apogeu, foi a maior refinaria de petróleo do mundo e fez de seu cofundador John D. Rockefeller uma das pessoas mais ricas da história moderna. Ela foi dissolvida em 1911, quando a Suprema Corte dos Estados Unidos julgou que a multinacional era um monopólio ilegal.

## História
Fundada em 1870 por John D. Rockefeller e Henry Flagler como uma corporação em Ohio, foi a maior refinadora de petróleo do mundo em seu apogeu. Sua história como uma das primeiras e maiores corporações multinacionais do mundo terminou em 1911, quando a Suprema Corte dos Estados Unidos decidiu que a Standard Oil era um monopólio ilegal.
A Standard Oil dominou o mercado de derivados de petróleo inicialmente por meio da integração horizontal (uma estratégia em fusões e aquisições) no setor de refino e, nos anos posteriores, da integração vertical (trata-se de uma reconfiguração dos processos, que passam a agregar etapas em uma mesma cadeia de valor); a empresa foi inovadora no desenvolvimento da confiança empresarial. A confiança da Standard Oil simplificou a produção e a logística, reduziu os custos e prejudicou os concorrentes. Críticos acusaram a Standard Oil do uso de preços agressivos para destruir concorrentes e formam um monopólio que ameaçava outras empresas.
Rockefeller dirigiu a empresa como seu presidente, até sua aposentadoria em 1897. Ele permaneceu o principal acionista e, em 1911, com a dissolução do fundo da Standard Oil em 34 empresas menores, Rockefeller tornou-se a pessoa mais rica da história moderna, como receita inicial dessas empresas individuais provou ser muito maior do que a de uma única empresa maior. Seus sucessores como ExxonMobil, Marathon Petroleum, Amoco e Chevron ainda estão entre as empresas com as maiores receitas do mundo. Em 1882, seu principal assessor foi John Dustin Archbold. Depois de 1896, Rockefeller desligou-se dos negócios para se concentrar em sua filantropia, deixando Archbold no controle. Outros dirigentes notáveis da Standard Oil incluem Henry Flagler, desenvolvedor da Ferrovia da Costa Leste da Flórida e cidades turísticas, e Henry H. Rogers, que construiu a Ferrovia da Virgínia.
No Brasil, era conhecida pelo nome Esso Brasileira de Petróleo. Essa denominação nacionalmente se difundiu bastante pelo fato de a companhia ter sido a patrocinadora do mais importante radiojornal e telejornal do país nas décadas de 1940, 1950 e 1960: o Repórter Esso.
|                                                       |  |                           |
| Refinaria Standard Oil No. 1 em Cleveland, Ohio, 1899 |  | Posto da Standard em 1949 |

## Dissolução

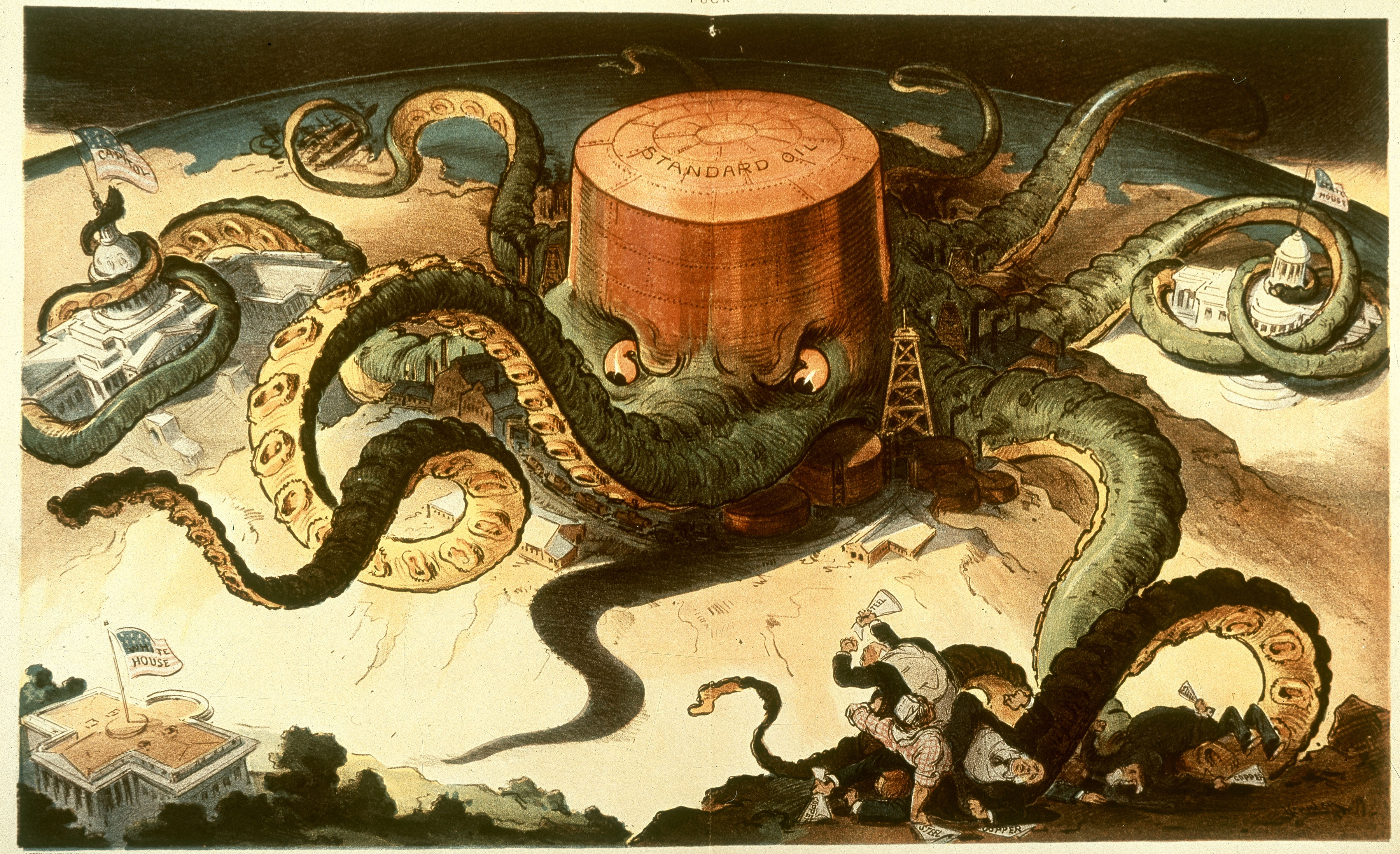
A ilustração representa a Standard Oil como um polvo gigantesco, simbolizando seu rápido crescimento e domínio sobre os concorrentes, além da ameaça ao poder do governo dos Estados Unidos

Em 1911, com clamor público, contra o monopólio, a Suprema Corte dos Estados Unidos decidiu, no julgamento Standard Oil Co. de New Jersey v. Estados Unidos, que a Standard Oil de New Jersey deve ser dissolvida sob a Lei Antitruste Sherman e dividida em 34 empresas. Duas dessas empresas eram Standard Oil de New Jersey (Jersey Standard ou Esso), que acabou se tornando Exxon, e Standard Oil of New York (Socony), que acabou se tornando Mobil; essas duas empresas posteriormente se fundiram na ExxonMobil.
Nas décadas seguintes, ambas as empresas cresceram significativamente. Jersey Standard, liderada por Walter C. Teagle, tornou-se o maior produtor de petróleo do mundo. Ela adquiriu 50% das ações da Humble Oil & Refining Co., uma produtora de petróleo do Texas. A Socony adquiriu uma participação de 45 por cento na Magnolia Petroleum Co., uma grande refinadora, comerciante e transportadora de oleodutos. Em 1931, a Socony se fundiu com a Vacuum Oil Co., uma pioneira do setor que remonta a 1866, e um spin-off crescente da Standard Oil em seu próprio direito.
Na região da Ásia-Pacífico, Jersey Standard tinha produção de petróleo e refinarias na Indonésia, mas nenhuma rede de comercialização. A Socony-Vacuum tinha pontos de venda asiáticos fornecidos remotamente da Califórnia. Em 1933, Jersey Standard e Socony-Vacuum fundiram seus interesses na região em uma joint venture 50–50. A Standard-Vacuum Oil Co., ou "Stanvac", operava em 50 países, da África Oriental à Nova Zelândia, antes de ser dissolvida em 1962.
A entidade corporativa original da Standard Oil Company continua existindo e era a entidade operacional do Sohio; agora é uma subsidiária da BP. BP continuou a vender gasolina sob a marca Sohio até 1991. Outras entidades da Standard Oil incluem "Standard Oil of Indiana", que se tornou Amoco após outras fusões e uma mudança de nome na década de 1980, e "Standard Oil of California" que se tornou a Chevron.

## Empresas sucessoras
A divisão da Standard Oil dividiu a empresa em 34 empresas distintas. As empresas sucessoras constituem o núcleo da atual indústria petrolífera dos Estados Unidos. (Várias dessas empresas foram consideradas entre as Sete Irmãs (The "Seven Sisters") que dominaram a indústria em todo o mundo durante grande parte do século XX.) Elas incluem:
- A Standard Oil of New Jersey (SONJ) - ou Esso (SO), ou Jersey Standard - fundiu-se com a Humble Oil para formar a Exxon, agora parte da ExxonMobil. As empresas Standard Trust Carter Oil, Imperial Oil (Canadá) e Standard of Louisiana foram mantidas como parte da Standard Oil of New Jersey após a separação.
- Standard Oil of New York - ou Socony, fundida com Vacuum - renomeada Mobil, agora parte da ExxonMobil.
- A Standard Oil of California - ou Socal - renomeada Chevron, tornou-se ChevronTexaco, mas voltou para a Chevron.
- Standard Oil of Indiana - ou Stanolind, rebatizado de Amoco (American Oil Co.) - agora parte da BP.
- A Standard's Atlantic e a empresa independente Richfield se fundiram para formar a Atlantic Richfield Company ou ARCO, posteriormente tornou-se parte da BP, posteriormente vendida para a Tesoro Corporation, agora parte da Marathon Petroleum e em processo de ser parcialmente rebatizada como Marathon ou Speedway dependendo da propriedade de cada estação. As operações do Atlântico foram desmembradas e compradas pela Sunoco.
- A Continental Oil Company - ou Conoco - posteriormente se fundiu com a Phillips Petroleum Company para formar a ConocoPhillips, operações de cadeia produtiva intermediária e final desde então se separaram para formar a Phillips 66.
- A Standard Oil of Kentucky - ou Kyso - foi adquirida pela Standard Oil of California, atualmente Chevron.
- The Standard Oil Company (Ohio) - ou Sohio - a entidade corporativa original da Standard Oil, adquirida pela BP em 1987.
- The Ohio Oil Co. - ou The Ohio - comercializava gasolina com o nome Marathon. As operações de cadeia produtiva inicial da empresa agora são Marathon Oil, enquanto as operações de cadeia produtiva final agora são conhecidas como Marathon Petroleum, e muitas vezes rivalizavam com a subsidiária da Standard no estado, Sohio.

|  |  |  |  |  |  |  |  |  |  |  |  |  |  |  |  |  |  |  |  |  |  |  |  |  |  |  |  |  |  |  |  |  |  |  |  |  |  |                    |                    |                                         |                                         |                                         |                                         |                                         |                                         |    |    |                                      |                                      |                                      |                                      |                                      |                                      |                      |                      |                                           |                                           |                                           |                                           | Standard Oil Co. Inc As Sete Irmãs, dissolução 1911 |                                           |                              |                              |                                          |                                          |                                          |                                          |                                          |                                          |                  |                  |                                              |                                              |                                              |                                              |                                              |                                              |                              |                              |                                         |                                         |                                         |                                         |                                         |                                         |                                |                                |                                |                                |                          |                          |                          |                          |  |  |  |  |  |  |  |  |  |  |  |  |  |  |  |  |  |  |  |  |  |  |  |  |  |  |  |  |  |  |  |  |  |  |  |  |  |  |  |  |  |  |  |  |  |  |  |  |  |  |  |  |  |  |  |  |  |  |  |  |
|  |  |  |  |  |  |  |  |  |  |  |  |  |  |  |  |  |  |  |  |  |  |  |  |  |  |  |  |  |  |  |  |  |  |  |  |  |  |                    |                    |                                         |                                         |                                         |                                         |                                         |                                         |    |    |                                      |                                      |                                      |                                      |                                      |                                      |                      |                      |                                           |                                           |                                           |                                           |                                                     |                                           |                              |                              |                                          |                                          |                                          |                                          |                                          |                                          |                  |                  |                                              |                                              |                                              |                                              |                                              |                                              |                              |                              |                                         |                                         |                                         |                                         |                                         |                                         |                                |                                |                                |                                |                          |                          |                          |                          |  |  |  |  |  |  |  |  |  |  |  |  |  |  |  |  |  |  |  |  |  |  |  |  |  |  |  |  |  |  |  |  |  |  |  |  |  |  |  |  |  |  |  |  |  |  |  |  |  |  |  |  |  |  |  |  |  |  |  |  |
|  |  |  |  |  |  |  |  |  |  |  |  |  |  |  |  |  |  |  |  |  |  |  |  |  |  |  |  |  |  |  |  |  |  |  |  |  |  |                    |                    |                                         |                                         |                                         |                                         |                                         |                                         |    |    |                                      |                                      |                                      |                                      |                                      |                                      |                      |                      |                                           |                                           |                                           |                                           |                                                     |                                           |                              |                              |                                          |                                          |                                          |                                          |                                          |                                          |                  |                  |                                              |                                              |                                              |                                              |                                              |                                              |                              |                              |                                         |                                         |                                         |                                         |                                         |                                         |                                |                                |                                |                                |                          |                          |                          |                          |  |  |  |  |  |  |  |  |  |  |  |  |  |  |  |  |  |  |  |  |  |  |  |  |  |  |  |  |  |  |  |  |  |  |  |  |  |  |  |  |  |  |  |  |  |  |  |  |  |  |  |  |  |  |  |  |  |  |  |  |
|  |  |  |  |  |  |  |  |  |  |  |  |  |  |  |  |  |  |  |  |  |  |  |  |  |  |  |  |  |  |  |  |  |  |  |  |  |  |                    |                    | The Ohio Oil Company renomeada Marathon | The Ohio Oil Company renomeada Marathon | The Ohio Oil Company renomeada Marathon | The Ohio Oil Company renomeada Marathon | The Ohio Oil Company renomeada Marathon | The Ohio Oil Company renomeada Marathon |    |    | Standard Oil of Ohio renomeada Sohio | Standard Oil of Ohio renomeada Sohio | Standard Oil of Ohio renomeada Sohio | Standard Oil of Ohio renomeada Sohio | Standard Oil of Ohio renomeada Sohio | Standard Oil of Ohio renomeada Sohio |                      |                      | Standard Oil of New Jersey renomeada Esso | Standard Oil of New Jersey renomeada Esso | Standard Oil of New Jersey renomeada Esso | Standard Oil of New Jersey renomeada Esso | Standard Oil of New Jersey renomeada Esso           | Standard Oil of New Jersey renomeada Esso |                              |                              | Standard Oil of New York renomeada Mobil | Standard Oil of New York renomeada Mobil | Standard Oil of New York renomeada Mobil | Standard Oil of New York renomeada Mobil | Standard Oil of New York renomeada Mobil | Standard Oil of New York renomeada Mobil |                  |                  | Standard Oil of California renomeada Chevron | Standard Oil of California renomeada Chevron | Standard Oil of California renomeada Chevron | Standard Oil of California renomeada Chevron | Standard Oil of California renomeada Chevron | Standard Oil of California renomeada Chevron |                              |                              | Standard Oil of Indiana renomeada Amoco | Standard Oil of Indiana renomeada Amoco | Standard Oil of Indiana renomeada Amoco | Standard Oil of Indiana renomeada Amoco | Standard Oil of Indiana renomeada Amoco | Standard Oil of Indiana renomeada Amoco |                                |                                | Standard Oil of Kentucky       | Standard Oil of Kentucky       | Standard Oil of Kentucky | Standard Oil of Kentucky | Standard Oil of Kentucky | Standard Oil of Kentucky |  |  |  |  |  |  |  |  |  |  |  |  |  |  |  |  |  |  |  |  |  |  |  |  |  |  |  |  |  |  |  |  |  |  |  |  |  |  |  |  |  |  |  |  |  |  |  |  |  |  |  |  |  |  |  |  |  |  |  |  |
|  |  |  |  |  |  |  |  |  |  |  |  |  |  |  |  |  |  |  |  |  |  |  |  |  |  |  |  |  |  |  |  |  |  |  |  |  |  |                    |                    | The Ohio Oil Company renomeada Marathon | The Ohio Oil Company renomeada Marathon | The Ohio Oil Company renomeada Marathon | The Ohio Oil Company renomeada Marathon | The Ohio Oil Company renomeada Marathon | The Ohio Oil Company renomeada Marathon |    |    | Standard Oil of Ohio renomeada Sohio | Standard Oil of Ohio renomeada Sohio | Standard Oil of Ohio renomeada Sohio | Standard Oil of Ohio renomeada Sohio | Standard Oil of Ohio renomeada Sohio | Standard Oil of Ohio renomeada Sohio |                      |                      | Standard Oil of New Jersey renomeada Esso | Standard Oil of New Jersey renomeada Esso | Standard Oil of New Jersey renomeada Esso | Standard Oil of New Jersey renomeada Esso | Standard Oil of New Jersey renomeada Esso           | Standard Oil of New Jersey renomeada Esso |                              |                              | Standard Oil of New York renomeada Mobil | Standard Oil of New York renomeada Mobil | Standard Oil of New York renomeada Mobil | Standard Oil of New York renomeada Mobil | Standard Oil of New York renomeada Mobil | Standard Oil of New York renomeada Mobil |                  |                  | Standard Oil of California renomeada Chevron | Standard Oil of California renomeada Chevron | Standard Oil of California renomeada Chevron | Standard Oil of California renomeada Chevron | Standard Oil of California renomeada Chevron | Standard Oil of California renomeada Chevron |                              |                              | Standard Oil of Indiana renomeada Amoco | Standard Oil of Indiana renomeada Amoco | Standard Oil of Indiana renomeada Amoco | Standard Oil of Indiana renomeada Amoco | Standard Oil of Indiana renomeada Amoco | Standard Oil of Indiana renomeada Amoco |                                |                                | Standard Oil of Kentucky       | Standard Oil of Kentucky       | Standard Oil of Kentucky | Standard Oil of Kentucky | Standard Oil of Kentucky | Standard Oil of Kentucky |  |  |  |  |  |  |  |  |  |  |  |  |  |  |  |  |  |  |  |  |  |  |  |  |  |  |  |  |  |  |  |  |  |  |  |  |  |  |  |  |  |  |  |  |  |  |  |  |  |  |  |  |  |  |  |  |  |  |  |  |
|  |  |  |  |  |  |  |  |  |  |  |  |  |  |  |  |  |  |  |  |  |  |  |  |  |  |  |  |  |  |  |  |  |  |  |  |  |  |                    |                    |                                         |                                         |                                         |                                         |                                         |                                         |    |    |                                      |                                      |                                      |                                      | Humble Oil Adiq 1959                 | Humble Oil Adiq 1959                 | Humble Oil Adiq 1959 | Humble Oil Adiq 1959 | Humble Oil Adiq 1959                      | Humble Oil Adiq 1959                      |                                           |                                           | Vacuum Oil Company Adiq 1931                        | Vacuum Oil Company Adiq 1931              | Vacuum Oil Company Adiq 1931 | Vacuum Oil Company Adiq 1931 | Vacuum Oil Company Adiq 1931             | Vacuum Oil Company Adiq 1931             |                                          |                                          | Texaco Adiq 2000                         | Texaco Adiq 2000                         | Texaco Adiq 2000 | Texaco Adiq 2000 | Texaco Adiq 2000                             | Texaco Adiq 2000                             |                                              |                                              | Unocal Corporation Adiq 2005                 | Unocal Corporation Adiq 2005                 | Unocal Corporation Adiq 2005 | Unocal Corporation Adiq 2005 | Unocal Corporation Adiq 2005            | Unocal Corporation Adiq 2005            |                                         |                                         | American Oil Company Adiq 1925          | American Oil Company Adiq 1925          | American Oil Company Adiq 1925 | American Oil Company Adiq 1925 | American Oil Company Adiq 1925 | American Oil Company Adiq 1925 |                          |                          |                          |                          |  |  |  |  |  |  |  |  |  |  |  |  |  |  |  |  |  |  |  |  |  |  |  |  |  |  |  |  |  |  |  |  |  |  |  |  |  |  |  |  |  |  |  |  |  |  |  |  |  |  |  |  |  |  |  |  |  |  |  |  |
|  |  |  |  |  |  |  |  |  |  |  |  |  |  |  |  |  |  |  |  |  |  |  |  |  |  |  |  |  |  |  |  |  |  |  |  |  |  |                    |                    |                                         |                                         |                                         |                                         |                                         |                                         |    |    |                                      |                                      |                                      |                                      | Humble Oil Adiq 1959                 | Humble Oil Adiq 1959                 | Humble Oil Adiq 1959 | Humble Oil Adiq 1959 | Humble Oil Adiq 1959                      | Humble Oil Adiq 1959                      |                                           |                                           | Vacuum Oil Company Adiq 1931                        | Vacuum Oil Company Adiq 1931              | Vacuum Oil Company Adiq 1931 | Vacuum Oil Company Adiq 1931 | Vacuum Oil Company Adiq 1931             | Vacuum Oil Company Adiq 1931             |                                          |                                          | Texaco Adiq 2000                         | Texaco Adiq 2000                         | Texaco Adiq 2000 | Texaco Adiq 2000 | Texaco Adiq 2000                             | Texaco Adiq 2000                             |                                              |                                              | Unocal Corporation Adiq 2005                 | Unocal Corporation Adiq 2005                 | Unocal Corporation Adiq 2005 | Unocal Corporation Adiq 2005 | Unocal Corporation Adiq 2005            | Unocal Corporation Adiq 2005            |                                         |                                         | American Oil Company Adiq 1925          | American Oil Company Adiq 1925          | American Oil Company Adiq 1925 | American Oil Company Adiq 1925 | American Oil Company Adiq 1925 | American Oil Company Adiq 1925 |                          |                          |                          |                          |  |  |  |  |  |  |  |  |  |  |  |  |  |  |  |  |  |  |  |  |  |  |  |  |  |  |  |  |  |  |  |  |  |  |  |  |  |  |  |  |  |  |  |  |  |  |  |  |  |  |  |  |  |  |  |  |  |  |  |  |
|  |  |  |  |  |  |  |  |  |  |  |  |  |  |  |  |  |  |  |  |  |  |  |  |  |  |  |  |  |  |  |  |  |  |  |  |  |  |                    |                    |                                         |                                         |                                         |                                         |                                         |                                         |    |    |                                      |                                      |                                      |                                      |                                      |                                      |                      |                      |                                           |                                           |                                           |                                           |                                                     |                                           |                              |                              |                                          |                                          |                                          |                                          |                                          |                                          |                  |                  |                                              |                                              |                                              |                                              |                                              |                                              |                              |                              |                                         |                                         |                                         |                                         |                                         |                                         |                                |                                |                                |                                |                          |                          |                          |                          |  |  |  |  |  |  |  |  |  |  |  |  |  |  |  |  |  |  |  |  |  |  |  |  |  |  |  |  |  |  |  |  |  |  |  |  |  |  |  |  |  |  |  |  |  |  |  |  |  |  |  |  |  |  |  |  |  |  |  |  |
|  |  |  |  |  |  |  |  |  |  |  |  |  |  |  |  |  |  |  |  |  |  |  |  |  |  |  |  |  |  |  |  |  |  |  |  |  |  |                    |                    |                                         |                                         |                                         |                                         |                                         |                                         |    |    |                                      |                                      |                                      |                                      |                                      |                                      |                      |                      |                                           |                                           |                                           |                                           |                                                     |                                           |                              |                              |                                          |                                          |                                          |                                          |                                          |                                          |                  |                  |                                              |                                              |                                              |                                              |                                              |                                              |                              |                              |                                         |                                         |                                         |                                         |                                         |                                         |                                |                                |                                |                                |                          |                          |                          |                          |  |  |  |  |  |  |  |  |  |  |  |  |  |  |  |  |  |  |  |  |  |  |  |  |  |  |  |  |  |  |  |  |  |  |  |  |  |  |  |  |  |  |  |  |  |  |  |  |  |  |  |  |  |  |  |  |  |  |  |  |
|  |  |  |  |  |  |  |  |  |  |  |  |  |  |  |  |  |  |  |  |  |  |  |  |  |  |  |  |  |  |  |  |  |  |  |  |  |  |                    |                    |                                         |                                         |                                         |                                         |                                         |                                         |    |    |                                      |                                      |                                      |                                      |                                      |                                      |                      |                      | Exxon                                     | Exxon                                     | Exxon                                     | Exxon                                     | Exxon                                               | Exxon                                     |                              |                              | Mobil                                    | Mobil                                    | Mobil                                    | Mobil                                    | Mobil                                    | Mobil                                    |                  |                  |                                              |                                              |                                              |                                              |                                              |                                              |                              |                              |                                         |                                         |                                         |                                         |                                         |                                         |                                |                                |                                |                                |                          |                          |                          |                          |  |  |  |  |  |  |  |  |  |  |  |  |  |  |  |  |  |  |  |  |  |  |  |  |  |  |  |  |  |  |  |  |  |  |  |  |  |  |  |  |  |  |  |  |  |  |  |  |  |  |  |  |  |  |  |  |  |  |  |  |
|  |  |  |  |  |  |  |  |  |  |  |  |  |  |  |  |  |  |  |  |  |  |  |  |  |  |  |  |  |  |  |  |  |  |  |  |  |  |                    |                    |                                         |                                         |                                         |                                         |                                         |                                         |    |    |                                      |                                      |                                      |                                      |                                      |                                      |                      |                      | Exxon                                     | Exxon                                     | Exxon                                     | Exxon                                     | Exxon                                               | Exxon                                     |                              |                              | Mobil                                    | Mobil                                    | Mobil                                    | Mobil                                    | Mobil                                    | Mobil                                    |                  |                  |                                              |                                              |                                              |                                              |                                              |                                              |                              |                              |                                         |                                         |                                         |                                         |                                         |                                         |                                |                                |                                |                                |                          |                          |                          |                          |  |  |  |  |  |  |  |  |  |  |  |  |  |  |  |  |  |  |  |  |  |  |  |  |  |  |  |  |  |  |  |  |  |  |  |  |  |  |  |  |  |  |  |  |  |  |  |  |  |  |  |  |  |  |  |  |  |  |  |  |
|  |  |  |  |  |  |  |  |  |  |  |  |  |  |  |  |  |  |  |  |  |  |  |  |  |  |  |  |  |  |  |  |  |  |  |  |  |  |                    |                    |                                         |                                         |                                         |                                         |                                         |                                         |    |    |                                      |                                      |                                      |                                      |                                      |                                      |                      |                      |                                           |                                           |                                           |                                           |                                                     |                                           |                              |                              |                                          |                                          |                                          |                                          |                                          |                                          |                  |                  |                                              |                                              |                                              |                                              |                                              |                                              |                              |                              |                                         |                                         |                                         |                                         |                                         |                                         |                                |                                |                                |                                |                          |                          |                          |                          |  |  |  |  |  |  |  |  |  |  |  |  |  |  |  |  |  |  |  |  |  |  |  |  |  |  |  |  |  |  |  |  |  |  |  |  |  |  |  |  |  |  |  |  |  |  |  |  |  |  |  |  |  |  |  |  |  |  |  |  |
|  |  |  |  |  |  |  |  |  |  |  |  |  |  |  |  |  |  |  |  |  |  |  |  |  |  |  |  |  |  |  |  |  |  |  |  |  |  |                    |                    |                                         |                                         |                                         |                                         |                                         |                                         |    |    |                                      |                                      |                                      |                                      |                                      |                                      |                      |                      |                                           |                                           |                                           |                                           |                                                     |                                           |                              |                              |                                          |                                          |                                          |                                          |                                          |                                          |                  |                  |                                              |                                              |                                              |                                              |                                              |                                              |                              |                              |                                         |                                         |                                         |                                         |                                         |                                         |                                |                                |                                |                                |                          |                          |                          |                          |  |  |  |  |  |  |  |  |  |  |  |  |  |  |  |  |  |  |  |  |  |  |  |  |  |  |  |  |  |  |  |  |  |  |  |  |  |  |  |  |  |  |  |  |  |  |  |  |  |  |  |  |  |  |  |  |  |  |  |  |
|  |  |  |  |  |  |  |  |  |  |  |  |  |  |  |  |  |  |  |  |  |  |  |  |  |  |  |  |  |  |  |  |  |  |  |  |  |  | Marathon Petroleum | Marathon Petroleum | Marathon Petroleum                      | Marathon Petroleum                      | Marathon Petroleum                      | Marathon Petroleum                      |                                         |                                         | BP | BP | BP                                   | BP                                   | BP                                   | BP                                   |                                      |                                      |                      |                      |                                           |                                           |                                           |                                           | ExxonMobil                                          | ExxonMobil                                | ExxonMobil                   | ExxonMobil                   | ExxonMobil                               | ExxonMobil                               |                                          |                                          |                                          |                                          |                  |                  | Chevron                                      | Chevron                                      | Chevron                                      | Chevron                                      | Chevron                                      | Chevron                                      |                              |                              |                                         |                                         |                                         |                                         |                                         |                                         |                                |                                |                                |                                |                          |                          |                          |                          |  |  |  |  |  |  |  |  |  |  |  |  |  |  |  |  |  |  |  |  |  |  |  |  |  |  |  |  |  |  |  |  |  |  |  |  |  |  |  |  |  |  |  |  |  |  |  |  |  |  |  |  |  |  |  |  |  |  |  |  |

Outras empresas se desfizeram na separação de 1911:
- Anglo-American Oil Co. – adquirida pela Jersey Standard em 1930, agora Esso UK.
- Buckeye Pipe Line Co.
- Borne-Scrymser Co. (produtos químicos)
- Chesebrough Manufacturing (adquirida pela Unilever)
- Colonial Oil
- Crescent Pipeline Co.
- Cumberland Pipe Line Co. (adquirida pela Ashland)
- Eureka Pipe Line Co.
- Galena-Signal Oil Co.
- Indiana Pipe Line Co.
- National Transit Co.
- New York Transit Co.
- Northern Pipe Line Co.
- Prairie Oil & Gas
- Solar Refining
- Southern Pipe Line Co.
- South Penn Oil Co. – Eventualmente tornou-se Pennzoil, agora parte da Shell.
- Southwest Pennsylvania Pipe Line Co.
- Standard Oil of Kansas
- Standard Oil of Nebraska
- Swan and Finch
- Union Tank Lines
- Vacuum Oil Co.
- Washington Oil Co.
- Waters-Pierce

Nota: A Standard Oil of Colorado não foi uma empresa sucessora; o nome foi usado para capitalizar a marca Standard Oil na década de 1930. A Standard Oil of Connecticut é uma empresa de marketing de óleo combustível não relacionada às empresas Rockefeller.
Outras operações da Standard Oil:
- Standard Oil of Iowa - pré-1911 - comprada pela Chevron.
- Standard Oil of Minnesota - pré-1911 - comprada pela Amoco.
- Standard Oil of Illinois - pré-1911 - comprada pela Amoco.
- Standard Oil of Missouri - pré-1911 - dissolvido.
- Standard Oil of Louisiana - originalmente propriedade da Standard Oil of New Jersey (agora por Exxon).
- Standard Oil of Brazil - originalmente de propriedade da Standard Oil of New Jersey (agora pela Exxon).